# شهرستان پین (مینه‌سوتا)
شهرستان پین، مینه‌سوتا (به انگلیسی: Pine County, Minnesota) شهرستانی در ایالات متحده آمریکا است که در مینه‌سوتا واقع شده‌است.
جمعیت این شهرستان در سال 2010 به 29750 نفر رسید. این شهرستان در سال 1856 اسکان داده شد و در سال 1872 به رسمیت شناخته شد.